# Tour d'Espagne 2004
Le Tour d'Espagne 2004 est la 59e édition du Tour d'Espagne cycliste. Le grand départ a lieu le 4 septembre 2004 à León dans la région de Castille-et-León et l'arrivée est jugée le 26 septembre à Madrid.
Ce Tour d'Espagne est remporté par le coureur espagnol Roberto Heras, de l'équipe Liberty Seguros, il devance au classement général ses compatriotes Santiago Pérez (Phonak Hearing Systems) et Francisco Mancebo (Illes Balears-Banesto). Il remporte à cette occasion sa troisième Vuelta après les éditions 2000 et 2003. Il est le premier à conserver son titre d'une année sur l'autre depuis la victoire du Suisse Alex Zülle en 1997.
L'Allemand Erik Zabel (T-Mobile), s'impose au classement par points pour la troisième fois consécutive. Le Colombien Félix Cárdenas (Cafés Baqué) s'impose au Grand Prix de la montagne pour la seconde fois après 2003. L'équipe espagnole Comunidad Valenciana-Kelme s'impose au classement par équipe.

## Equipes
Un total de 22 équipes participent à cette édition du Tour d'Espagne. 18 de ces équipes sont issues de la première division mondiale, les Groupes Sportifs 1, les quatre dernières des Groupes Sportifs II. On retrouve neuf équipes espagnoles, cinq équipes italiennes et deux Françaises et une allemande, belge, une danoise, une néerlandaise, une suisse et une américaine. C'est la première participation pour l'équipe Saunier-Duval-Prodir, alors que c'est la vingt-cinquième pour Illes Balears - Banesto et Comunidad Valenciana-Kelme.
| Groupes sportifs I (18)- Liberty Seguros - AG2R Prévoyance - Alessio-Bianchi - Cofidis-Le Crédit par Téléphone - Euskaltel-Euskadi - Fassa Bortolo - Illes Balears-Banesto - Lampre - Phonak Hearing Systems - Quick Step-Davitamon - Rabobank - Relax-Bodysol - Saeco - Saunier Duval-Prodir - CSC - T-Mobile - US Postal Service-Berry Floor - Vini Caldirola-Nobili Rubinetterie Groupes sportifs II (3)- Comunidad Valenciana-Kelme - Café Baqué - Costa de Almería-Paternina |
| |

## Favoris et principaux participants

### Pour le classement général

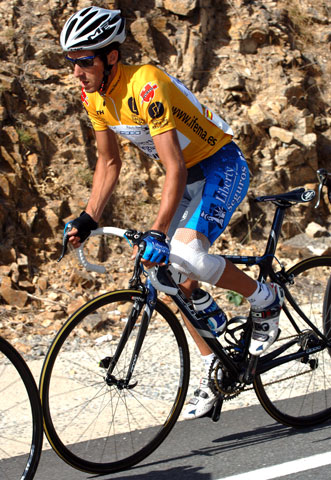
Roberto Heras (ici en 2005) est le tenant du titre et l'un des principaux favoris à sa propre succession.

Parmi les favoris pour le classement général de l'épreuve, on retrouve notamment le vainqueur en titre, l'Espagnol Roberto Heras. Durant l'intersaison, ce dernier a changé d'équipe pour rejoindre l'équipe Liberty Seguros remplaçante de la ONCE. Cette équipe présente donc au départ à León le tenant du titre, le second (Isidro Nozal) et le quatrième (Igor González de Galdeano) de l'édition 2003. Le troisième, Alejandro Valverde (Comunidad Valenciana-Kelme), est également présent au départ. Francisco Mancebo (Illes Balears-Banesto), cinquième l'année précédente est présent. Il sort d'un Tour de France 2004 solide terminé à la sixième place. Il aura également une équipe solide avec par exemple le Russe Denis Menchov. ON retrouve également le vainqueur de 2002 Aitor González (Fassa Bortolo).

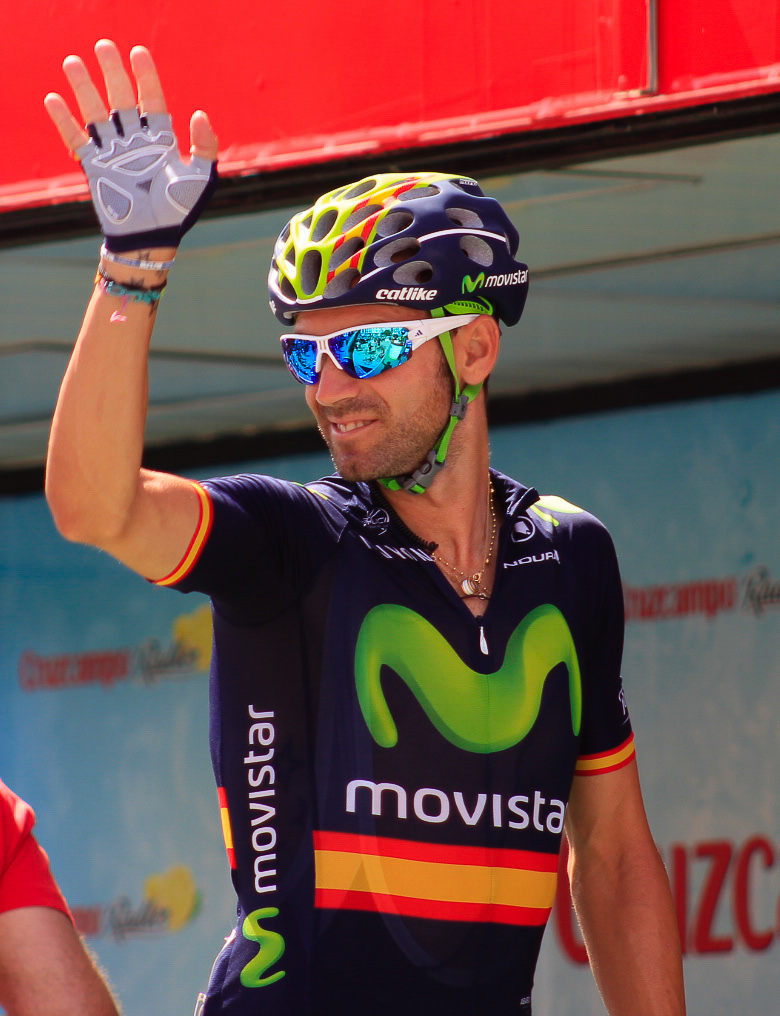
Alejandro Valverde (ici en 2015) est l'un des principaux outsiders de l'épreuve.

Même si elle a perdu son leader pour la course Heras, l'équipe US Postal Service-Berry Floor présente au départ une équipe solide avec notamment l'Espagnol Manuel Beltrán, l'Américain Floyd Landis ou encore le Colombien Víctor Hugo Peña. N'ayant pu participer au Tour de France pour cause de blessure, le Kazakh Alexandre Vinokourov mène une équipe T-Mobile qui comprend également Santiago Botero ou l'Australien Cadel Evans. Pour finir, le vainqueur du Tour d'Italie 2004, Damiano Cunego (Saeco) mènera son équipe sur les routes espagnoles.

### Pour le classement par points
Au niveau des favoris pour le classement par points, on retrouve en premier lieu le tenant du titre, l'Allemand Erik Zabel (T-Mobile). Vainqueur du classement en 2003, il avait devancé l'Italien Alessandro Petacchi (Fassa Bortolo), vainqueur de cinq étapes et de nouveau présent également.

## Étapes
| N°  | Date   | Villes étapes                                 | km       | Vainqueur d'étape        | Leader du général |
| 1re | 4 sep  | Leon - Leon                                   | 28 CLME  | US Postal                | Floyd Landis      |
| 2e  | 5 sep  | Leon - Burgos                                 | 207      | Alessandro Petacchi      | Max van Heeswijk  |
| 3e  | 6 sep  | Burgos - Soria                                | 157      | Alejandro Valverde       | Benoît Joachim    |
| 4e  | 7 sep  | Soria - Saragosse                             | 167      | Alessandro Petacchi      | Benoît Joachim    |
| 5e  | 8 sep  | Saragosse - Morella                           | 186.5    | Denis Menchov            | Manuel Beltrán    |
| 6e  | 9 sep  | Benicarló - Castellón de la Plana             | 157      | Óscar Freire             | Manuel Beltrán    |
| 7e  | 10 sep | Castellón de la Plana - Valence               | 165      | Alessandro Petacchi      | Manuel Beltrán    |
| 8e  | 11 sep | Almusafes - Almusafes                         | 40.1 CLM | Tyler Hamilton           | Floyd Landis      |
| 9e  | 12 sep | Xàtiva - Alto de Aitana                       | 170      | Leonardo Piepoli         | Floyd Landis      |
| 10e | 13 sep | Alcoy - Xorret de Catí                        | 174.5    | Eladio Jiménez           | Floyd Landis      |
| 11e | 14 sep | San Vicente del Raspeig - Caravaca de la Cruz | 165      | David Zabriskie          | Floyd Landis      |
| 12e | 16 sep | Almería - Observatoire de Calar Alto          | 145      | Roberto Heras            | Roberto Heras     |
| 13e | 17 sep | El Ejido - Malaga                             | 172      | Alessandro Petacchi      | Roberto Heras     |
| 14e | 18 sep | Malaga - Grenade                              | 167      | Santiago Pérez           | Roberto Heras     |
| 15e | 19 sep | Grenade - Sierra Nevada                       | 29.6 CLM | Santiago Pérez           | Roberto Heras     |
| 16e | 21 sep | Olivenza - Cáceres                            | 190      | José Cayetano Juliá      | Roberto Heras     |
| 17e | 22 sep | Plasence - La Covatilla                       | 170      | Félix Cárdenas           | Roberto Heras     |
| 18e | 23 sep | Béjar - Ávila                                 | 196      | Javier Pascual Rodríguez | Roberto Heras     |
| 19e | 24 sep | Ávila - Collado Villalba                      | 142      | Constantino Zaballa      | Roberto Heras     |
| 20e | 25 sep | La Vega de Alcobendas - Puerto de Navacerrada | 178      | José Enrique Gutiérrez   | Roberto Heras     |
| 21e | 26 sep | Madrid - Madrid                               | 28.2 CLM | Santiago Pérez           | Roberto Heras     |

## Classements

### Classement général
| \| Classement général \| Classement général \| Classement général \| Classement général \| Classement général \| \| Coureur \| Coureur \| Pays \| Équipe \| Temps \| \| ------------------ \| -------------------------- \| ------------------ \| ---------------------------------- \| ------------------ \| \| 1er \| Roberto Heras \| Espagne \| Liberty Seguros \| 77 h 42 min 46 s \| \| 2e \| Santiago Pérez \| Espagne \| Phonak Hearing Systems \| + 30 s \| \| 3e \| Francisco Mancebo \| Espagne \| Illes Balears-Banesto \| + 2 min 13 s \| \| 4e \| Alejandro Valverde \| Espagne \| Comunidad Valenciana-Kelme \| + 3 min 30 s \| \| 5e \| Carlos García Quesada \| Espagne \| Comunidad Valenciana-Kelme \| + 7 min 44 s \| \| 6e \| Carlos Sastre \| Espagne \| CSC \| + 8 min 11 s \| \| 7e \| Isidro Nozal \| Espagne \| Liberty Seguros \| + 8 min 48 s \| \| 8e \| José Ángel Gómez Marchante \| Espagne \| Costa de Almería-Paternina \| + 13 min 08 s \| \| 9e \| Luis Pérez Rodríguez \| Espagne \| Cofidis-Le Crédit par Téléphone \| + 13 min 24 s \| \| 10e \| David Blanco \| Espagne \| Comunidad Valenciana-Kelme \| + 15 min 15 s \| \| 11e \| Stefano Garzelli \| Italie \| Vini Caldirola-Nobili Rubinetterie \| + 15 min 33 s \| \| 12e \| Marcos Serrano \| Espagne \| Liberty Seguros \| + 17 min 14 s \| \| 13e \| Manuel Beltrán \| Espagne \| US Postal Service-Berry Floor \| + 17 min 43 s \| \| 14e \| Francisco José Lara \| Espagne \| Costa de Almería-Paternina \| + 24 min 16 s \| \| 15e \| Samuel Sánchez \| Espagne \| Euskaltel-Euskadi \| + 29 min 23 s \| \| 16e \| Damiano Cunego \| Italie \| Saeco \| + 29 min 51 s \| \| 17e \| Jorge Ferrío \| Espagne \| Costa de Almería-Paternina \| + 30 min 49 s \| \| 18e \| David Plaza \| Espagne \| Cafés Baqué \| + 31 min 24 s \| \| 19e \| Eladio Jiménez \| Espagne \| Comunidad Valenciana-Kelme \| + 34 min 35 s \| \| 20e \| Luis Pasamontes \| Espagne \| Relax-Bodysol \| + 37 min 49 s \| \| 21e \| Unai Osa \| Espagne \| Illes Balears-Banesto \| + 38 min 06 s \| \| 22e \| Óscar Sevilla \| Espagne \| Phonak Hearing Systems \| + 39 min 01 s \| \| 23e \| Juan Manuel Gárate \| Espagne \| Lampre \| + 40 min 09 s \| \| 24e \| Joan Horrach \| Espagne \| Illes Balears-Banesto \| + 46 min 17 s \| \| 25e \| Daniel Atienza \| Espagne \| Cofidis-Le Crédit par Téléphone \| + 48 min 29 s \| |                            |         |                                    |                  |
| |                            |         |                                    |                  |
| Source : ProCyclingStats |                            |         |                                    |                  |
| Classement général |                            |         |                                    |                  |
| Coureur | Coureur                    | Pays    | Équipe                             | Temps            |
| 1er | Roberto Heras              | Espagne | Liberty Seguros                    | 77 h 42 min 46 s |
| 2e | Santiago Pérez             | Espagne | Phonak Hearing Systems             | + 30 s           |
| 3e | Francisco Mancebo          | Espagne | Illes Balears-Banesto              | + 2 min 13 s     |
| 4e | Alejandro Valverde         | Espagne | Comunidad Valenciana-Kelme         | + 3 min 30 s     |
| 5e | Carlos García Quesada      | Espagne | Comunidad Valenciana-Kelme         | + 7 min 44 s     |
| 6e | Carlos Sastre              | Espagne | CSC                                | + 8 min 11 s     |
| 7e | Isidro Nozal               | Espagne | Liberty Seguros                    | + 8 min 48 s     |
| 8e | José Ángel Gómez Marchante | Espagne | Costa de Almería-Paternina         | + 13 min 08 s    |
| 9e | Luis Pérez Rodríguez       | Espagne | Cofidis-Le Crédit par Téléphone    | + 13 min 24 s    |
| 10e | David Blanco               | Espagne | Comunidad Valenciana-Kelme         | + 15 min 15 s    |
| 11e | Stefano Garzelli           | Italie  | Vini Caldirola-Nobili Rubinetterie | + 15 min 33 s    |
| 12e | Marcos Serrano             | Espagne | Liberty Seguros                    | + 17 min 14 s    |
| 13e | Manuel Beltrán             | Espagne | US Postal Service-Berry Floor      | + 17 min 43 s    |
| 14e | Francisco José Lara        | Espagne | Costa de Almería-Paternina         | + 24 min 16 s    |
| 15e | Samuel Sánchez             | Espagne | Euskaltel-Euskadi                  | + 29 min 23 s    |
| 16e | Damiano Cunego             | Italie  | Saeco                              | + 29 min 51 s    |
| 17e | Jorge Ferrío               | Espagne | Costa de Almería-Paternina         | + 30 min 49 s    |
| 18e | David Plaza                | Espagne | Cafés Baqué                        | + 31 min 24 s    |
| 19e | Eladio Jiménez             | Espagne | Comunidad Valenciana-Kelme         | + 34 min 35 s    |
| 20e | Luis Pasamontes            | Espagne | Relax-Bodysol                      | + 37 min 49 s    |
| 21e | Unai Osa                   | Espagne | Illes Balears-Banesto              | + 38 min 06 s    |
| 22e | Óscar Sevilla              | Espagne | Phonak Hearing Systems             | + 39 min 01 s    |
| 23e | Juan Manuel Gárate         | Espagne | Lampre                             | + 40 min 09 s    |
| 24e | Joan Horrach               | Espagne | Illes Balears-Banesto              | + 46 min 17 s    |
| 25e | Daniel Atienza             | Espagne | Cofidis-Le Crédit par Téléphone    | + 48 min 29 s    |

### Classements annexes
| Classement par points | Classement par points | Classement par points | Classement par points              | Classement par points |
| Coureur               | Coureur               | Pays                  | Équipe                             | Points                |
| --------------------- | --------------------- | --------------------- | ---------------------------------- | --------------------- |
| 1er                   | Erik Zabel            | Allemagne             | T-Mobile                           | 152 pts               |
| 2e                    | Alejandro Valverde    | Espagne               | Comunidad Valenciana-Kelme         | 144 pts               |
| 3e                    | Roberto Heras         | Espagne               | Liberty Seguros                    | 142 pts               |
| 4e                    | Santiago Pérez        | Espagne               | Phonak Hearing Systems             | 135 pts               |
| 5e                    | Francisco Mancebo     | Espagne               | Illes Balears-Banesto              | 134 pts               |
| 6e                    | Carlos Sastre         | Espagne               | CSC                                | 78 pts                |
| 7e                    | Isidro Nozal          | Espagne               | Liberty Seguros                    | 76 pts                |
| 8e                    | Leonardo Piepoli      | Italie                | Saunier Duval-Prodir               | 56 pts                |
| 9e                    | Luis Pérez Rodríguez  | Espagne               | Cofidis-Le Crédit par Téléphone    | 54 pts                |
| 10e                   | Stefano Garzelli      | Italie                | Vini Caldirola-Nobili Rubinetterie | 53 pts                |

| Classement par points | Classement par points | Classement par points | Classement par points              | Classement par points |
| Coureur               | Coureur               | Pays                  | Équipe                             | Points                |
| --------------------- | --------------------- | --------------------- | ---------------------------------- | --------------------- |
| 1er                   | Erik Zabel            | Allemagne             | T-Mobile                           | 152 pts               |
| 2e                    | Alejandro Valverde    | Espagne               | Comunidad Valenciana-Kelme         | 144 pts               |
| 3e                    | Roberto Heras         | Espagne               | Liberty Seguros                    | 142 pts               |
| 4e                    | Santiago Pérez        | Espagne               | Phonak Hearing Systems             | 135 pts               |
| 5e                    | Francisco Mancebo     | Espagne               | Illes Balears-Banesto              | 134 pts               |
| 6e                    | Carlos Sastre         | Espagne               | CSC                                | 78 pts                |
| 7e                    | Isidro Nozal          | Espagne               | Liberty Seguros                    | 76 pts                |
| 8e                    | Leonardo Piepoli      | Italie                | Saunier Duval-Prodir               | 56 pts                |
| 9e                    | Luis Pérez Rodríguez  | Espagne               | Cofidis-Le Crédit par Téléphone    | 54 pts                |
| 10e                   | Stefano Garzelli      | Italie                | Vini Caldirola-Nobili Rubinetterie | 53 pts                |

| Classement de la montagne | Classement de la montagne | Classement de la montagne | Classement de la montagne  | Classement de la montagne |
| Coureur                   | Coureur                   | Pays                      | Équipe                     | Points                    |
| ------------------------- | ------------------------- | ------------------------- | -------------------------- | ------------------------- |
| 1er                       | Félix Cárdenas            | Colombie                  | Cafés Baqué                | 167 pts                   |
| 2e                        | Roberto Heras             | Espagne                   | Liberty Seguros            | 111 pts                   |
| 3e                        | Santiago Pérez            | Espagne                   | Phonak Hearing Systems     | 110 pts                   |
| 4e                        | Eladio Jiménez            | Espagne                   | Comunidad Valenciana-Kelme | 110 pts                   |
| 5e                        | Francisco Mancebo         | Espagne                   | Illes Balears-Banesto      | 92 pts                    |
| 6e                        | Constantino Zaballa       | Espagne                   | Saunier Duval-Prodir       | 80 pts                    |
| 7e                        | Alejandro Valverde        | Espagne                   | Comunidad Valenciana-Kelme | 67 pts                    |
| 8e                        | Manuel Quinziato          | Italie                    | Lampre                     | 54 pts                    |
| 9e                        | José Miguel Elías         | Espagne                   | Relax-Bodysol              | 50 pts                    |
| 10e                       | Juan Fuentes              | Espagne                   | Saeco                      | 44 pts                    |

| Classement de la montagne | Classement de la montagne | Classement de la montagne | Classement de la montagne  | Classement de la montagne |
| Coureur                   | Coureur                   | Pays                      | Équipe                     | Points                    |
| ------------------------- | ------------------------- | ------------------------- | -------------------------- | ------------------------- |
| 1er                       | Félix Cárdenas            | Colombie                  | Cafés Baqué                | 167 pts                   |
| 2e                        | Roberto Heras             | Espagne                   | Liberty Seguros            | 111 pts                   |
| 3e                        | Santiago Pérez            | Espagne                   | Phonak Hearing Systems     | 110 pts                   |
| 4e                        | Eladio Jiménez            | Espagne                   | Comunidad Valenciana-Kelme | 110 pts                   |
| 5e                        | Francisco Mancebo         | Espagne                   | Illes Balears-Banesto      | 92 pts                    |
| 6e                        | Constantino Zaballa       | Espagne                   | Saunier Duval-Prodir       | 80 pts                    |
| 7e                        | Alejandro Valverde        | Espagne                   | Comunidad Valenciana-Kelme | 67 pts                    |
| 8e                        | Manuel Quinziato          | Italie                    | Lampre                     | 54 pts                    |
| 9e                        | José Miguel Elías         | Espagne                   | Relax-Bodysol              | 50 pts                    |
| 10e                       | Juan Fuentes              | Espagne                   | Saeco                      | 44 pts                    |

| Classement par équipes | Classement par équipes          | Classement par équipes | Classement par équipes |
| Équipe                 | Équipe                          | Pays                   | Temps                  |
| ---------------------- | ------------------------------- | ---------------------- | ---------------------- |
| 1re                    | Comunidad Valenciana-Kelme      | Espagne                | 233 h 04 min 50 s      |
| 2e                     | Liberty Seguros                 | Espagne                | + 27 min 22 s          |
| 3e                     | Illes Balears-Banesto           | Espagne                | + 36 min 51 s          |
| 4e                     | Costa de Almería-Paternina      | Espagne                | + 54 min 41 s          |
| 5e                     | Phonak Hearing Systems          | Suisse                 | + 57 min 25 s          |
| 6e                     | Café Baqué                      | Espagne                | + 1 h 02 min 16 s      |
| 7e                     | Saunier Duval-Prodir            | Espagne                | + 1 h 35 min 23 s      |
| 8e                     | US Postal Service-Berry Floor   | États-Unis             | + 1 h 41 min 44 s      |
| 9e                     | Cofidis-Le Crédit par Téléphone | France                 | + 1 h 43 min 29 s      |
| 10e                    | CSC                             | Danemark               | + 1 h 48 min 26 s      |

| Classement par équipes | Classement par équipes          | Classement par équipes | Classement par équipes |
| Équipe                 | Équipe                          | Pays                   | Temps                  |
| ---------------------- | ------------------------------- | ---------------------- | ---------------------- |
| 1re                    | Comunidad Valenciana-Kelme      | Espagne                | 233 h 04 min 50 s      |
| 2e                     | Liberty Seguros                 | Espagne                | + 27 min 22 s          |
| 3e                     | Illes Balears-Banesto           | Espagne                | + 36 min 51 s          |
| 4e                     | Costa de Almería-Paternina      | Espagne                | + 54 min 41 s          |
| 5e                     | Phonak Hearing Systems          | Suisse                 | + 57 min 25 s          |
| 6e                     | Café Baqué                      | Espagne                | + 1 h 02 min 16 s      |
| 7e                     | Saunier Duval-Prodir            | Espagne                | + 1 h 35 min 23 s      |
| 8e                     | US Postal Service-Berry Floor   | États-Unis             | + 1 h 41 min 44 s      |
| 9e                     | Cofidis-Le Crédit par Téléphone | France                 | + 1 h 43 min 29 s      |
| 10e                    | CSC                             | Danemark               | + 1 h 48 min 26 s      |

| Classement du combiné | Classement du combiné      | Classement du combiné | Classement du combiné           | Classement du combiné |
| Coureur               | Coureur                    | Pays                  | Équipe                          | Points                |
| --------------------- | -------------------------- | --------------------- | ------------------------------- | --------------------- |
| 1er                   | Roberto Heras              | Espagne               | Liberty Seguros                 | 6 pts                 |
| 2e                    | Santiago Pérez             | Espagne               | Phonak Hearing Systems          | 9 pts                 |
| 3e                    | Francisco Mancebo          | Espagne               | Illes Balears-Banesto           | 13 pts                |
| 4e                    | Alejandro Valverde         | Espagne               | Comunidad Valenciana-Kelme      | 13 pts                |
| 5e                    | Isidro Nozal               | Espagne               | Liberty Seguros                 | 27 pts                |
| 6e                    | Eladio Jiménez             | Espagne               | Comunidad Valenciana-Kelme      | 34 pts                |
| 7e                    | Carlos Sastre              | Espagne               | CSC                             | 37 pts                |
| 8e                    | Luis Pérez Rodríguez       | Espagne               | Cofidis-Le Crédit par Téléphone | 40 pts                |
| 9e                    | José Ángel Gómez Marchante | Espagne               | Costa de Almería-Paternina      | 41 pts                |
| 10e                   | Félix Cárdenas             | Colombie              | Cafés Baqué                     | 43 pts                |

| Classement du combiné | Classement du combiné      | Classement du combiné | Classement du combiné           | Classement du combiné |
| Coureur               | Coureur                    | Pays                  | Équipe                          | Points                |
| --------------------- | -------------------------- | --------------------- | ------------------------------- | --------------------- |
| 1er                   | Roberto Heras              | Espagne               | Liberty Seguros                 | 6 pts                 |
| 2e                    | Santiago Pérez             | Espagne               | Phonak Hearing Systems          | 9 pts                 |
| 3e                    | Francisco Mancebo          | Espagne               | Illes Balears-Banesto           | 13 pts                |
| 4e                    | Alejandro Valverde         | Espagne               | Comunidad Valenciana-Kelme      | 13 pts                |
| 5e                    | Isidro Nozal               | Espagne               | Liberty Seguros                 | 27 pts                |
| 6e                    | Eladio Jiménez             | Espagne               | Comunidad Valenciana-Kelme      | 34 pts                |
| 7e                    | Carlos Sastre              | Espagne               | CSC                             | 37 pts                |
| 8e                    | Luis Pérez Rodríguez       | Espagne               | Cofidis-Le Crédit par Téléphone | 40 pts                |
| 9e                    | José Ángel Gómez Marchante | Espagne               | Costa de Almería-Paternina      | 41 pts                |
| 10e                   | Félix Cárdenas             | Colombie              | Cafés Baqué                     | 43 pts                |

### Évolution des classements
| Étape              | Vainqueur                | Classement général | Classement par points | Classement de la montagne | Classement du combiné | Classement par équipes     |
| ------------------ | ------------------------ | ------------------ | --------------------- | ------------------------- | --------------------- | -------------------------- |
| 1                  | US Postal                | Floyd Landis       | Floyd Landis          | Floyd Landis              | Floyd Landis          | US Postal                  |
| 2                  | Alessandro Petacchi      | Max van Heeswijk   | Erik Zabel            | Floyd Landis              | Floyd Landis          | US Postal                  |
| 3                  | Alejandro Valverde       | Benoît Joachim     | Stuart O'Grady        | Floyd Landis              | Floyd Landis          | US Postal                  |
| 4                  | Alessandro Petacchi      | Benoît Joachim     | Erik Zabel            | Floyd Landis              | Floyd Landis          | US Postal                  |
| 5                  | Denis Menchov            | Manuel Beltrán     | Stuart O'Grady        | Juan Manuel Gárate        | Floyd Landis          | US Postal                  |
| 6                  | Óscar Freire             | Manuel Beltrán     | Stuart O'Grady        | Francisco Mancebo         | Manuel Beltrán        | US Postal                  |
| 7                  | Alessandro Petacchi      | Manuel Beltrán     | Erik Zabel            | Francisco Mancebo         | Denis Menchov         | US Postal                  |
| 8                  | Tyler Hamilton           | Floyd Landis       | Erik Zabel            | Francisco Mancebo         | Floyd Landis          | US Postal                  |
| 9                  | Leonardo Piepoli         | Floyd Landis       | Erik Zabel            | David Fernández           | Francisco Mancebo     | US Postal                  |
| 10                 | Eladio Jiménez           | Floyd Landis       | Stuart O'Grady        | José Miguel Elias         | Francisco Mancebo     | Comunidad Valenciana-Kelme |
| 11                 | David Zabriskie          | Floyd Landis       | Stuart O'Grady        | José Miguel Elias         | Alejandro Valverde    | Comunidad Valenciana-Kelme |
| 12                 | Roberto Heras            | Roberto Heras      | Stuart O'Grady        | Roberto Heras             | Roberto Heras         | Comunidad Valenciana-Kelme |
| 13                 | Alessandro Petacchi      | Roberto Heras      | Erik Zabel            | Roberto Heras             | Roberto Heras         | Comunidad Valenciana-Kelme |
| 14                 | Santiago Pérez           | Roberto Heras      | Erik Zabel            | Roberto Heras             | Roberto Heras         | Comunidad Valenciana-Kelme |
| 15                 | Santiago Pérez           | Roberto Heras      | Erik Zabel            | Roberto Heras             | Roberto Heras         | Comunidad Valenciana-Kelme |
| 16                 | José Cayetano Juliá      | Roberto Heras      | Erik Zabel            | Roberto Heras             | Roberto Heras         | Comunidad Valenciana-Kelme |
| 17                 | Félix Cárdenas           | Roberto Heras      | Erik Zabel            | Félix Cárdenas            | Roberto Heras         | Comunidad Valenciana-Kelme |
| 18                 | Javier Pascual Rodríguez | Roberto Heras      | Erik Zabel            | Félix Cárdenas            | Roberto Heras         | Comunidad Valenciana-Kelme |
| 19                 | Constantino Zaballa      | Roberto Heras      | Erik Zabel            | Félix Cárdenas            | Roberto Heras         | Comunidad Valenciana-Kelme |
| 20                 | José Enrique Gutiérrez   | Roberto Heras      | Erik Zabel            | Félix Cárdenas            | Roberto Heras         | Comunidad Valenciana-Kelme |
| 21                 | Santiago Pérez           | Roberto Heras      | Erik Zabel            | Félix Cárdenas            | Roberto Heras         | Comunidad Valenciana-Kelme |
| Classements finals | Classements finals       | Roberto Heras      | Erik Zabel            | Felix Cardenas            | Roberto Heras         | Comunidad Valenciana-Kelme |

## Liste des partants
| Liberty Seguros LSW | Liberty Seguros LSW             | Liberty Seguros LSW |
| ------------------- | ------------------------------- | ------------------- |
| Num                 | Coureur                         | Pos                 |
| 1                   | Roberto Heras (ESP)             | 1er                 |
| 2                   | Isidro Nozal (ESP)              | 7e                  |
| 3                   | René Andrle (CZE)               | 110e                |
| 4                   | Giampaolo Caruso (ITA)          | 72e                 |
| 5                   | Koldo Gil (ESP)                 | 61e                 |
| 6                   | Igor González de Galdeano (ESP) | 96e                 |
| 7                   | Jan Hruška (CZE)                | 99e                 |
| 8                   | Marcos Serrano (ESP)            | 12e                 |
| 9                   | Dariusz Baranowski (POL)        | 33e                 |

| Comunidad Valenciana-Kelme KEL | Comunidad Valenciana-Kelme KEL | Comunidad Valenciana-Kelme KEL |
| ------------------------------ | ------------------------------ | ------------------------------ |
| Num                            | Coureur                        | Pos                            |
| 11                             | Alejandro Valverde (ESP)       | 4e                             |
| 12                             | David Blanco (ESP)             | 10e                            |
| 13                             | Francisco Cabello (ESP)        | 102e                           |
| 14                             | Carlos García Quesada (ESP)    | 5e                             |
| 15                             | Eladio Jiménez (ESP)           | 19e                            |
| 16                             | José Cayetano Juliá (ESP)      | 100e                           |
| 17                             | David Latasa (ESP)             | 50e                            |
| 18                             | Javier Pascual Rodríguez (ESP) | 53e                            |
| 19                             | Rubén Plaza (ESP)              | AB-19                          |

| AG2R Prévoyance A2R | AG2R Prévoyance A2R    | AG2R Prévoyance A2R |
| ------------------- | ---------------------- | ------------------- |
| Num                 | Coureur                | Pos                 |
| 21                  | Mikel Astarloza (ESP)  | AB-14               |
| 22                  | Stéphane Bergès (FRA)  | AB-9                |
| 23                  | Íñigo Chaurreau (ESP)  | 55e                 |
| 24                  | Andy Flickinger (FRA)  | AB-9                |
| 25                  | Stéphane Goubert (FRA) | AB-12               |
| 26                  | Nicolas Inaudi (FRA)   | AB-9                |
| 27                  | Christophe Oriol (FRA) | AB-12               |
| 28                  | Erki Pütsep (EST)      | AB-17               |
| 29                  | Julien Laidoun (FRA)   | AB-9                |

| Alessio-Bianchi ALB | Alessio-Bianchi ALB        | Alessio-Bianchi ALB |
| ------------------- | -------------------------- | ------------------- |
| Num                 | Coureur                    | Pos                 |
| 31                  | Pietro Caucchioli (ITA)    | AB-14               |
| 32                  | Angelo Furlan (ITA)        | NP-9                |
| 33                  | Martin Hvastija (SLO)      | AB-9                |
| 34                  | Ruslan Ivanov (MDA)        | 77e                 |
| 35                  | Vladimir Miholjević (CRO)  | 78e                 |
| 36                  | Claus Michael Møller (DEN) | 80e                 |
| 37                  | Cristian Moreni (ITA)      | AB-18               |
| 38                  | Ellis Rastelli (ITA)       | AB-19               |
| 39                  | Scott Sunderland (AUS)     | AB-5                |

| Cafés Baqué ___ | Cafés Baqué ___              | Cafés Baqué ___ |
| --------------- | ---------------------------- | --------------- |
| Num             | Coureur                      | Pos             |
| 41              | Félix Cárdenas (COL)         | 29e             |
| 42              | Pedro Arreitunandia (ESP)    | AB-17           |
| 43              | Hernán Buenahora (COL)       | 32e             |
| 44              | Francisco Tomás García (ESP) | 41e             |
| 45              | Heberth Gutiérrez (COL)      | 111e            |
| 46              | Iván Parra (COL)             | 34e             |
| 47              | David Plaza (ESP)            | 18e             |
| 48              | Aitor Pérez Arrieta (ESP)    | 66e             |
| 49              | Ricardo Serrano (ESP)        | HD-12           |

| Cofidis-Le Crédit par Téléphone COF | Cofidis-Le Crédit par Téléphone COF | Cofidis-Le Crédit par Téléphone COF |
| ----------------------------------- | ----------------------------------- | ----------------------------------- |
| Num                                 | Coureur                             | Pos                                 |
| 51                                  | Daniel Atienza (ESP)                | 25e                                 |
| 52                                  | Íñigo Cuesta (ESP)                  | AB-9                                |
| 53                                  | Bingen Fernández (ESP)              | 67e                                 |
| 54                                  | Stuart O'Grady (AUS)                | NP-14                               |
| 55                                  | Luis Pérez Rodríguez (ESP)          | 9e                                  |
| 56                                  | Arnaud Coyot (FRA)                  | AB-12                               |
| 57                                  | Guido Trentin (ITA)                 | 76e                                 |
| 58                                  | Cédric Vasseur (FRA)                | 36e                                 |
| 59                                  | Matthew White (AUS)                 | 119e                                |

| Euskaltel-Euskadi EUS | Euskaltel-Euskadi EUS         | Euskaltel-Euskadi EUS |
| --------------------- | ----------------------------- | --------------------- |
| Num                   | Coureur                       | Pos                   |
| 61                    | Haimar Zubeldia (ESP)         | 40e                   |
| 62                    | Joseba Albizu (ESP)           | AB-12                 |
| 63                    | Mikel Artetxe (ESP)           | 108e                  |
| 64                    | Iñaki Isasi (ESP)             | 89e                   |
| 65                    | Roberto Laiseka (ESP)         | 54e                   |
| 66                    | Alberto López de Munain (ESP) | 91e                   |
| 67                    | Samuel Sánchez (ESP)          | 15e                   |
| 68                    | Aitor Silloniz (ESP)          | 118e                  |
| 69                    | Josu Silloniz (ESP)           | AB-7                  |

| Fassa Bortolo FAS | Fassa Bortolo FAS             | Fassa Bortolo FAS |
| ----------------- | ----------------------------- | ----------------- |
| Num               | Coureur                       | Pos               |
| 71                | Aitor González (ESP)          | NP-18             |
| 72                | Alessandro Petacchi (ITA)     | NP-15             |
| 73                | Dario Cioni (ITA)             | 52e               |
| 74                | Guido Trenti (ITA)            | 113e              |
| 75                | Julián Sánchez Pimienta (ESP) | 105e              |
| 76                | Fabio Sacchi (ITA)            | AB-14             |
| 77                | Volodymyr Gustov (UKR)        | 97e               |
| 78                | Alberto Ongarato (ITA)        | AB-17             |
| 79                | Marco Velo (ITA)              | 114e              |

| Illes Balears-Banesto IBB | Illes Balears-Banesto IBB        | Illes Balears-Banesto IBB |
| ------------------------- | -------------------------------- | ------------------------- |
| Num                       | Coureur                          | Pos                       |
| 81                        | Francisco Mancebo (ESP)          | 3e                        |
| 82                        | Denis Menchov (RUS)              | AB-14                     |
| 83                        | José Luis Arrieta (ESP)          | 28e                       |
| 84                        | Antonio Colom (ESP)              | 101e                      |
| 85                        | José Vicente García Acosta (ESP) | 106e                      |
| 86                        | Joan Horrach (ESP)               | 24e                       |
| 87                        | Pablo Lastras (ESP)              | 38e                       |
| 88                        | Unai Osa (ESP)                   | 21e                       |
| 89                        | Mikel Pradera (ESP)              | 83e                       |

| Lampre LAM | Lampre LAM                    | Lampre LAM |
| ---------- | ----------------------------- | ---------- |
| Num        | Coureur                       | Pos        |
| 91         | Francesco Casagrande (ITA)    | NP-1       |
| 92         | Igor Astarloa (ESP)           | NP-12      |
| 93         | Simone Bertoletti (ITA)       | AB-6       |
| 94         | Alessandro Cortinovis (ITA)   | 82e        |
| 95         | Juan Manuel Gárate (ESP)      | 23e        |
| 96         | Mariano Piccoli (ITA)         | 115e       |
| 97         | Manuel Quinziato (ITA)        | 94e        |
| 98         | Michele Scotto D'Abusco (ITA) | AB-12      |
| 99         | Daniele Righi (ITA)           | 107e       |

| Costa de Almería-Paternina ALM | Costa de Almería-Paternina ALM    | Costa de Almería-Paternina ALM |
| ------------------------------ | --------------------------------- | ------------------------------ |
| Num                            | Coureur                           | Pos                            |
| 101                            | Ion del Río (ESP)                 | AB-12                          |
| 102                            | David Fernández Domingo (ESP)     | NP-19                          |
| 103                            | Carlos Ramon Golbano García (ESP) | NP-1                           |
| 104                            | Jorge Ferrío (ESP)                | 17e                            |
| 105                            | José Ángel Gómez Marchante (ESP)  | 8e                             |
| 106                            | Francisco José Lara (ESP)         | 14e                            |
| 107                            | David Herrero (ESP)               | 73e                            |
| 108                            | Joaquín López (ESP)               | 69e                            |
| 109                            | Carlos Torrent (ESP)              | AB-9                           |

| Phonak Hearing Systems PHO | Phonak Hearing Systems PHO   | Phonak Hearing Systems PHO |
| -------------------------- | ---------------------------- | -------------------------- |
| Num                        | Coureur                      | Pos                        |
| 111                        | Óscar Sevilla (ESP)          | 22e                        |
| 112                        | Tyler Hamilton (USA)         | NP-13                      |
| 113                        | Gonzalo Bayarri (ESP)        | AB-12                      |
| 114                        | Santos González (ESP)        | AB-14                      |
| 115                        | Bert Grabsch (GER)           | 86e                        |
| 116                        | José Enrique Gutiérrez (ESP) | 31e                        |
| 117                        | Nicolas Jalabert (FRA)       | AB-10                      |
| 118                        | Santiago Pérez (ESP)         | 2e                         |
| 119                        | Tadej Valjavec (SLO)         | 26e                        |

| Quick Step-Davitamon QSD | Quick Step-Davitamon QSD       | Quick Step-Davitamon QSD |
| ------------------------ | ------------------------------ | ------------------------ |
| Num                      | Coureur                        | Pos                      |
| 121                      | José Antonio Pecharromán (ESP) | 49e                      |
| 122                      | László Bodrogi (HUN)           | AB-10                    |
| 123                      | José Antonio Garrido (ESP)     | 98e                      |
| 124                      | Pedro Horrillo (ESP)           | 88e                      |
| 125                      | Kevin Hulsmans (BEL)           | 104e                     |
| 126                      | Luca Paolini (ITA)             | NP-19                    |
| 127                      | Patrik Sinkewitz (GER)         | NP-9                     |
| 128                      | Bram Tankink (NED)             | 64e                      |
| 129                      | Jurgen Van Goolen (BEL)        | 56e                      |

| Rabobank RAB | Rabobank RAB             | Rabobank RAB |
| ------------ | ------------------------ | ------------ |
| Num          | Coureur                  | Pos          |
| 131          | Óscar Freire (ESP)       | AB-12        |
| 132          | Jan Boven (NED)          | AB-17        |
| 133          | Kevin De Weert (BEL)     | 71e          |
| 134          | Maarten den Bakker (NED) | 84e          |
| 135          | Robert Hunter (RSA)      | AB-9         |
| 136          | Ronald Mutsaars (NED)    | AB-12        |
| 137          | Joost Posthuma (NED)     | 92e          |
| 138          | Pieter Weening (NED)     | 59e          |
| 139          | Thorwald Veneberg (NED)  | 48e          |

| Relax-Bodysol ___ | Relax-Bodysol ___           | Relax-Bodysol ___ |
| ----------------- | --------------------------- | ----------------- |
| Num               | Coureur                     | Pos               |
| 141               | José Alberto Martínez (ESP) | AB-17             |
| 142               | José Miguel Elías (ESP)     | 39e               |
| 143               | Xavier Florencio (ESP)      | 90e               |
| 144               | Josep Jufré (ESP)           | 62e               |
| 145               | Nacor Burgos (ESP)          | AB-17             |
| 146               | Luis Pasamontes (ESP)       | 20e               |
| 147               | José Luis Rebollo (ESP)     | 51e               |
| 148               | Bert Roesems (BEL)          | AB-14             |
| 149               | Johan Vansummeren (BEL)     | 35e               |

| Saeco SAE | Saeco SAE                    | Saeco SAE |
| --------- | ---------------------------- | --------- |
| Num       | Coureur                      | Pos       |
| 151       | Damiano Cunego (ITA)         | 16e       |
| 152       | Danilo Di Luca (ITA)         | AB-19     |
| 153       | Paolo Fornaciari (ITA)       | 117e      |
| 154       | Juan Fuentes (ESP)           | 81e       |
| 155       | Marius Sabaliauskas (LTU)    | 87e       |
| 156       | Giosuè Bonomi (ITA)          | AB-9      |
| 157       | Eddy Mazzoleni (ITA)         | 70e       |
| 158       | Alessandro Spezialetti (ITA) | 116e      |
| 159       | Sylwester Szmyd (POL)        | 74e       |

| Saunier Duval-Prodir SDV | Saunier Duval-Prodir SDV             | Saunier Duval-Prodir SDV |
| ------------------------ | ------------------------------------ | ------------------------ |
| Num                      | Coureur                              | Pos                      |
| 161                      | Joseba Beloki (ESP)                  | AB-16                    |
| 162                      | David Cañada (ESP)                   | 47e                      |
| 163                      | Rafael Casero (ESP)                  | 75e                      |
| 164                      | Juan Carlos Domínguez (ESP)          | AB                       |
| 165                      | Fabian Jeker (SUI)                   | AB-10                    |
| 166                      | Miguel Ángel Martín Perdiguero (ESP) | AB-19                    |
| 167                      | Leonardo Piepoli (ITA)               | 27e                      |
| 168                      | Joaquim Rodríguez (ESP)              | 42e                      |
| 169                      | Constantino Zaballa (ESP)            | 30e                      |

| CSC | CSC                        | CSC   |
| --- | -------------------------- | ----- |
| Num | Coureur                    | Pos   |
| 171 | Carlos Sastre (ESP)        | 6e    |
| 172 | Thomas Bruun Eriksen (DEN) | AB-12 |
| 173 | Manuel Calvente (ESP)      | 37e   |
| 174 | Vladimir Gusev (RUS)       | 93e   |
| 175 | Jörg Jaksche (GER)         | 44e   |
| 176 | Peter Luttenberger (AUT)   | 85e   |
| 177 | Frank Høj (DEN)            | 112e  |
| 178 | Fränk Schleck (LUX)        | 46e   |
| 179 | Brian Vandborg (DEN)       | AB-17 |

| T-Mobile TMO | T-Mobile TMO               | T-Mobile TMO |
| ------------ | -------------------------- | ------------ |
| Num          | Coureur                    | Pos          |
| 181          | Alexandre Vinokourov (KAZ) | NP-18        |
| 182          | Santiago Botero (COL)      | AB-5         |
| 183          | Cadel Evans (AUS)          | 60e          |
| 184          | Torsten Hiekmann (GER)     | AB-5         |
| 185          | Andreas Klier (GER)        | AB-6         |
| 186          | Tomáš Konečný (CZE)        | AB-9         |
| 187          | Stephan Schreck (GER)      | 58e          |
| 188          | Steffen Wesemann (GER)     | AB-5         |
| 189          | Erik Zabel (GER)           | 43e          |

| US Postal Service-Berry Floor USP | US Postal Service-Berry Floor USP | US Postal Service-Berry Floor USP |
| --------------------------------- | --------------------------------- | --------------------------------- |
| Num                               | Coureur                           | Pos                               |
| 191                               | Michael Barry (CAN)               | NP-18                             |
| 192                               | Manuel Beltrán (ESP)              | 13e                               |
| 193                               | Benoît Joachim (LUX)              | 57e                               |
| 194                               | Floyd Landis (USA)                | AB-18                             |
| 195                               | Guennadi Mikhailov (RUS)          | 63e                               |
| 196                               | Víctor Hugo Peña (COL)            | 45e                               |
| 197                               | Antonio Cruz (USA)                | 68e                               |
| 198                               | Max van Heeswijk (NED)            | AB-9                              |
| 199                               | David Zabriskie (USA)             | AB-17                             |

| Vini Caldirola-Nobili Rubinetterie ___ | Vini Caldirola-Nobili Rubinetterie ___ | Vini Caldirola-Nobili Rubinetterie ___ |
| -------------------------------------- | -------------------------------------- | -------------------------------------- |
| Num                                    | Coureur                                | Pos                                    |
| 201                                    | Stefano Garzelli (ITA)                 | 11e                                    |
| 202                                    | Dario Andriotto (ITA)                  | 103e                                   |
| 203                                    | Patrick Calcagni (SUI)                 | 65e                                    |
| 204                                    | Mauro Gerosa (ITA)                     | 95e                                    |
| 205                                    | Marco Milesi (ITA)                     | 109e                                   |
| 206                                    | Roberto Sgambelluri (ITA)              | 79e                                    |
| 207                                    | Marco Zanotti (ITA)                    | AB-14                                  |
| 208                                    | Pavel Tonkov (RUS)                     | AB-12                                  |
| 209                                    | Steve Zampieri (SUI)                   | AB-9                                   |

| Liberty Seguros LSW | Liberty Seguros LSW             | Liberty Seguros LSW |
| ------------------- | ------------------------------- | ------------------- |
| Num                 | Coureur                         | Pos                 |
| 1                   | Roberto Heras (ESP)             | 1er                 |
| 2                   | Isidro Nozal (ESP)              | 7e                  |
| 3                   | René Andrle (CZE)               | 110e                |
| 4                   | Giampaolo Caruso (ITA)          | 72e                 |
| 5                   | Koldo Gil (ESP)                 | 61e                 |
| 6                   | Igor González de Galdeano (ESP) | 96e                 |
| 7                   | Jan Hruška (CZE)                | 99e                 |
| 8                   | Marcos Serrano (ESP)            | 12e                 |
| 9                   | Dariusz Baranowski (POL)        | 33e                 |

| Comunidad Valenciana-Kelme KEL | Comunidad Valenciana-Kelme KEL | Comunidad Valenciana-Kelme KEL |
| ------------------------------ | ------------------------------ | ------------------------------ |
| Num                            | Coureur                        | Pos                            |
| 11                             | Alejandro Valverde (ESP)       | 4e                             |
| 12                             | David Blanco (ESP)             | 10e                            |
| 13                             | Francisco Cabello (ESP)        | 102e                           |
| 14                             | Carlos García Quesada (ESP)    | 5e                             |
| 15                             | Eladio Jiménez (ESP)           | 19e                            |
| 16                             | José Cayetano Juliá (ESP)      | 100e                           |
| 17                             | David Latasa (ESP)             | 50e                            |
| 18                             | Javier Pascual Rodríguez (ESP) | 53e                            |
| 19                             | Rubén Plaza (ESP)              | AB-19                          |

| AG2R Prévoyance A2R | AG2R Prévoyance A2R    | AG2R Prévoyance A2R |
| ------------------- | ---------------------- | ------------------- |
| Num                 | Coureur                | Pos                 |
| 21                  | Mikel Astarloza (ESP)  | AB-14               |
| 22                  | Stéphane Bergès (FRA)  | AB-9                |
| 23                  | Íñigo Chaurreau (ESP)  | 55e                 |
| 24                  | Andy Flickinger (FRA)  | AB-9                |
| 25                  | Stéphane Goubert (FRA) | AB-12               |
| 26                  | Nicolas Inaudi (FRA)   | AB-9                |
| 27                  | Christophe Oriol (FRA) | AB-12               |
| 28                  | Erki Pütsep (EST)      | AB-17               |
| 29                  | Julien Laidoun (FRA)   | AB-9                |

| Alessio-Bianchi ALB | Alessio-Bianchi ALB        | Alessio-Bianchi ALB |
| ------------------- | -------------------------- | ------------------- |
| Num                 | Coureur                    | Pos                 |
| 31                  | Pietro Caucchioli (ITA)    | AB-14               |
| 32                  | Angelo Furlan (ITA)        | NP-9                |
| 33                  | Martin Hvastija (SLO)      | AB-9                |
| 34                  | Ruslan Ivanov (MDA)        | 77e                 |
| 35                  | Vladimir Miholjević (CRO)  | 78e                 |
| 36                  | Claus Michael Møller (DEN) | 80e                 |
| 37                  | Cristian Moreni (ITA)      | AB-18               |
| 38                  | Ellis Rastelli (ITA)       | AB-19               |
| 39                  | Scott Sunderland (AUS)     | AB-5                |

| Cafés Baqué ___ | Cafés Baqué ___              | Cafés Baqué ___ |
| --------------- | ---------------------------- | --------------- |
| Num             | Coureur                      | Pos             |
| 41              | Félix Cárdenas (COL)         | 29e             |
| 42              | Pedro Arreitunandia (ESP)    | AB-17           |
| 43              | Hernán Buenahora (COL)       | 32e             |
| 44              | Francisco Tomás García (ESP) | 41e             |
| 45              | Heberth Gutiérrez (COL)      | 111e            |
| 46              | Iván Parra (COL)             | 34e             |
| 47              | David Plaza (ESP)            | 18e             |
| 48              | Aitor Pérez Arrieta (ESP)    | 66e             |
| 49              | Ricardo Serrano (ESP)        | HD-12           |

| Cofidis-Le Crédit par Téléphone COF | Cofidis-Le Crédit par Téléphone COF | Cofidis-Le Crédit par Téléphone COF |
| ----------------------------------- | ----------------------------------- | ----------------------------------- |
| Num                                 | Coureur                             | Pos                                 |
| 51                                  | Daniel Atienza (ESP)                | 25e                                 |
| 52                                  | Íñigo Cuesta (ESP)                  | AB-9                                |
| 53                                  | Bingen Fernández (ESP)              | 67e                                 |
| 54                                  | Stuart O'Grady (AUS)                | NP-14                               |
| 55                                  | Luis Pérez Rodríguez (ESP)          | 9e                                  |
| 56                                  | Arnaud Coyot (FRA)                  | AB-12                               |
| 57                                  | Guido Trentin (ITA)                 | 76e                                 |
| 58                                  | Cédric Vasseur (FRA)                | 36e                                 |
| 59                                  | Matthew White (AUS)                 | 119e                                |

| Euskaltel-Euskadi EUS | Euskaltel-Euskadi EUS         | Euskaltel-Euskadi EUS |
| --------------------- | ----------------------------- | --------------------- |
| Num                   | Coureur                       | Pos                   |
| 61                    | Haimar Zubeldia (ESP)         | 40e                   |
| 62                    | Joseba Albizu (ESP)           | AB-12                 |
| 63                    | Mikel Artetxe (ESP)           | 108e                  |
| 64                    | Iñaki Isasi (ESP)             | 89e                   |
| 65                    | Roberto Laiseka (ESP)         | 54e                   |
| 66                    | Alberto López de Munain (ESP) | 91e                   |
| 67                    | Samuel Sánchez (ESP)          | 15e                   |
| 68                    | Aitor Silloniz (ESP)          | 118e                  |
| 69                    | Josu Silloniz (ESP)           | AB-7                  |

| Fassa Bortolo FAS | Fassa Bortolo FAS             | Fassa Bortolo FAS |
| ----------------- | ----------------------------- | ----------------- |
| Num               | Coureur                       | Pos               |
| 71                | Aitor González (ESP)          | NP-18             |
| 72                | Alessandro Petacchi (ITA)     | NP-15             |
| 73                | Dario Cioni (ITA)             | 52e               |
| 74                | Guido Trenti (ITA)            | 113e              |
| 75                | Julián Sánchez Pimienta (ESP) | 105e              |
| 76                | Fabio Sacchi (ITA)            | AB-14             |
| 77                | Volodymyr Gustov (UKR)        | 97e               |
| 78                | Alberto Ongarato (ITA)        | AB-17             |
| 79                | Marco Velo (ITA)              | 114e              |

| Illes Balears-Banesto IBB | Illes Balears-Banesto IBB        | Illes Balears-Banesto IBB |
| ------------------------- | -------------------------------- | ------------------------- |
| Num                       | Coureur                          | Pos                       |
| 81                        | Francisco Mancebo (ESP)          | 3e                        |
| 82                        | Denis Menchov (RUS)              | AB-14                     |
| 83                        | José Luis Arrieta (ESP)          | 28e                       |
| 84                        | Antonio Colom (ESP)              | 101e                      |
| 85                        | José Vicente García Acosta (ESP) | 106e                      |
| 86                        | Joan Horrach (ESP)               | 24e                       |
| 87                        | Pablo Lastras (ESP)              | 38e                       |
| 88                        | Unai Osa (ESP)                   | 21e                       |
| 89                        | Mikel Pradera (ESP)              | 83e                       |

| Lampre LAM | Lampre LAM                    | Lampre LAM |
| ---------- | ----------------------------- | ---------- |
| Num        | Coureur                       | Pos        |
| 91         | Francesco Casagrande (ITA)    | NP-1       |
| 92         | Igor Astarloa (ESP)           | NP-12      |
| 93         | Simone Bertoletti (ITA)       | AB-6       |
| 94         | Alessandro Cortinovis (ITA)   | 82e        |
| 95         | Juan Manuel Gárate (ESP)      | 23e        |
| 96         | Mariano Piccoli (ITA)         | 115e       |
| 97         | Manuel Quinziato (ITA)        | 94e        |
| 98         | Michele Scotto D'Abusco (ITA) | AB-12      |
| 99         | Daniele Righi (ITA)           | 107e       |

| Costa de Almería-Paternina ALM | Costa de Almería-Paternina ALM    | Costa de Almería-Paternina ALM |
| ------------------------------ | --------------------------------- | ------------------------------ |
| Num                            | Coureur                           | Pos                            |
| 101                            | Ion del Río (ESP)                 | AB-12                          |
| 102                            | David Fernández Domingo (ESP)     | NP-19                          |
| 103                            | Carlos Ramon Golbano García (ESP) | NP-1                           |
| 104                            | Jorge Ferrío (ESP)                | 17e                            |
| 105                            | José Ángel Gómez Marchante (ESP)  | 8e                             |
| 106                            | Francisco José Lara (ESP)         | 14e                            |
| 107                            | David Herrero (ESP)               | 73e                            |
| 108                            | Joaquín López (ESP)               | 69e                            |
| 109                            | Carlos Torrent (ESP)              | AB-9                           |

| Phonak Hearing Systems PHO | Phonak Hearing Systems PHO   | Phonak Hearing Systems PHO |
| -------------------------- | ---------------------------- | -------------------------- |
| Num                        | Coureur                      | Pos                        |
| 111                        | Óscar Sevilla (ESP)          | 22e                        |
| 112                        | Tyler Hamilton (USA)         | NP-13                      |
| 113                        | Gonzalo Bayarri (ESP)        | AB-12                      |
| 114                        | Santos González (ESP)        | AB-14                      |
| 115                        | Bert Grabsch (GER)           | 86e                        |
| 116                        | José Enrique Gutiérrez (ESP) | 31e                        |
| 117                        | Nicolas Jalabert (FRA)       | AB-10                      |
| 118                        | Santiago Pérez (ESP)         | 2e                         |
| 119                        | Tadej Valjavec (SLO)         | 26e                        |

| Quick Step-Davitamon QSD | Quick Step-Davitamon QSD       | Quick Step-Davitamon QSD |
| ------------------------ | ------------------------------ | ------------------------ |
| Num                      | Coureur                        | Pos                      |
| 121                      | José Antonio Pecharromán (ESP) | 49e                      |
| 122                      | László Bodrogi (HUN)           | AB-10                    |
| 123                      | José Antonio Garrido (ESP)     | 98e                      |
| 124                      | Pedro Horrillo (ESP)           | 88e                      |
| 125                      | Kevin Hulsmans (BEL)           | 104e                     |
| 126                      | Luca Paolini (ITA)             | NP-19                    |
| 127                      | Patrik Sinkewitz (GER)         | NP-9                     |
| 128                      | Bram Tankink (NED)             | 64e                      |
| 129                      | Jurgen Van Goolen (BEL)        | 56e                      |

| Rabobank RAB | Rabobank RAB             | Rabobank RAB |
| ------------ | ------------------------ | ------------ |
| Num          | Coureur                  | Pos          |
| 131          | Óscar Freire (ESP)       | AB-12        |
| 132          | Jan Boven (NED)          | AB-17        |
| 133          | Kevin De Weert (BEL)     | 71e          |
| 134          | Maarten den Bakker (NED) | 84e          |
| 135          | Robert Hunter (RSA)      | AB-9         |
| 136          | Ronald Mutsaars (NED)    | AB-12        |
| 137          | Joost Posthuma (NED)     | 92e          |
| 138          | Pieter Weening (NED)     | 59e          |
| 139          | Thorwald Veneberg (NED)  | 48e          |

| Relax-Bodysol ___ | Relax-Bodysol ___           | Relax-Bodysol ___ |
| ----------------- | --------------------------- | ----------------- |
| Num               | Coureur                     | Pos               |
| 141               | José Alberto Martínez (ESP) | AB-17             |
| 142               | José Miguel Elías (ESP)     | 39e               |
| 143               | Xavier Florencio (ESP)      | 90e               |
| 144               | Josep Jufré (ESP)           | 62e               |
| 145               | Nacor Burgos (ESP)          | AB-17             |
| 146               | Luis Pasamontes (ESP)       | 20e               |
| 147               | José Luis Rebollo (ESP)     | 51e               |
| 148               | Bert Roesems (BEL)          | AB-14             |
| 149               | Johan Vansummeren (BEL)     | 35e               |

| Saeco SAE | Saeco SAE                    | Saeco SAE |
| --------- | ---------------------------- | --------- |
| Num       | Coureur                      | Pos       |
| 151       | Damiano Cunego (ITA)         | 16e       |
| 152       | Danilo Di Luca (ITA)         | AB-19     |
| 153       | Paolo Fornaciari (ITA)       | 117e      |
| 154       | Juan Fuentes (ESP)           | 81e       |
| 155       | Marius Sabaliauskas (LTU)    | 87e       |
| 156       | Giosuè Bonomi (ITA)          | AB-9      |
| 157       | Eddy Mazzoleni (ITA)         | 70e       |
| 158       | Alessandro Spezialetti (ITA) | 116e      |
| 159       | Sylwester Szmyd (POL)        | 74e       |

| Saunier Duval-Prodir SDV | Saunier Duval-Prodir SDV             | Saunier Duval-Prodir SDV |
| ------------------------ | ------------------------------------ | ------------------------ |
| Num                      | Coureur                              | Pos                      |
| 161                      | Joseba Beloki (ESP)                  | AB-16                    |
| 162                      | David Cañada (ESP)                   | 47e                      |
| 163                      | Rafael Casero (ESP)                  | 75e                      |
| 164                      | Juan Carlos Domínguez (ESP)          | AB                       |
| 165                      | Fabian Jeker (SUI)                   | AB-10                    |
| 166                      | Miguel Ángel Martín Perdiguero (ESP) | AB-19                    |
| 167                      | Leonardo Piepoli (ITA)               | 27e                      |
| 168                      | Joaquim Rodríguez (ESP)              | 42e                      |
| 169                      | Constantino Zaballa (ESP)            | 30e                      |

| CSC | CSC                        | CSC   |
| --- | -------------------------- | ----- |
| Num | Coureur                    | Pos   |
| 171 | Carlos Sastre (ESP)        | 6e    |
| 172 | Thomas Bruun Eriksen (DEN) | AB-12 |
| 173 | Manuel Calvente (ESP)      | 37e   |
| 174 | Vladimir Gusev (RUS)       | 93e   |
| 175 | Jörg Jaksche (GER)         | 44e   |
| 176 | Peter Luttenberger (AUT)   | 85e   |
| 177 | Frank Høj (DEN)            | 112e  |
| 178 | Fränk Schleck (LUX)        | 46e   |
| 179 | Brian Vandborg (DEN)       | AB-17 |

| T-Mobile TMO | T-Mobile TMO               | T-Mobile TMO |
| ------------ | -------------------------- | ------------ |
| Num          | Coureur                    | Pos          |
| 181          | Alexandre Vinokourov (KAZ) | NP-18        |
| 182          | Santiago Botero (COL)      | AB-5         |
| 183          | Cadel Evans (AUS)          | 60e          |
| 184          | Torsten Hiekmann (GER)     | AB-5         |
| 185          | Andreas Klier (GER)        | AB-6         |
| 186          | Tomáš Konečný (CZE)        | AB-9         |
| 187          | Stephan Schreck (GER)      | 58e          |
| 188          | Steffen Wesemann (GER)     | AB-5         |
| 189          | Erik Zabel (GER)           | 43e          |

| US Postal Service-Berry Floor USP | US Postal Service-Berry Floor USP | US Postal Service-Berry Floor USP |
| --------------------------------- | --------------------------------- | --------------------------------- |
| Num                               | Coureur                           | Pos                               |
| 191                               | Michael Barry (CAN)               | NP-18                             |
| 192                               | Manuel Beltrán (ESP)              | 13e                               |
| 193                               | Benoît Joachim (LUX)              | 57e                               |
| 194                               | Floyd Landis (USA)                | AB-18                             |
| 195                               | Guennadi Mikhailov (RUS)          | 63e                               |
| 196                               | Víctor Hugo Peña (COL)            | 45e                               |
| 197                               | Antonio Cruz (USA)                | 68e                               |
| 198                               | Max van Heeswijk (NED)            | AB-9                              |
| 199                               | David Zabriskie (USA)             | AB-17                             |

| Vini Caldirola-Nobili Rubinetterie ___ | Vini Caldirola-Nobili Rubinetterie ___ | Vini Caldirola-Nobili Rubinetterie ___ |
| -------------------------------------- | -------------------------------------- | -------------------------------------- |
| Num                                    | Coureur                                | Pos                                    |
| 201                                    | Stefano Garzelli (ITA)                 | 11e                                    |
| 202                                    | Dario Andriotto (ITA)                  | 103e                                   |
| 203                                    | Patrick Calcagni (SUI)                 | 65e                                    |
| 204                                    | Mauro Gerosa (ITA)                     | 95e                                    |
| 205                                    | Marco Milesi (ITA)                     | 109e                                   |
| 206                                    | Roberto Sgambelluri (ITA)              | 79e                                    |
| 207                                    | Marco Zanotti (ITA)                    | AB-14                                  |
| 208                                    | Pavel Tonkov (RUS)                     | AB-12                                  |
| 209                                    | Steve Zampieri (SUI)                   | AB-9                                   |